# 482 هـ
482 هـ هي سنة في التقويم الهجري امتدت مقابلةً في التقويم الميلادي بين سنتي 1089 و1090.

## أحداث
- المسلمون يفقدون السلطة في مالطا.

## وفيات
- أبو إسحاق الحبال